# Barrio (Álava)
Barrio es un concejo del municipio de Valdegovía, en la provincia de Álava, País Vasco (España).

## Geografía
Barrio se encuentra a 5 de kilómetros de Espejo, la localidad más importante del municipio y única vía de entrada al pueblo por carretera.
Es un pueblo de montaña enclavado en un cerrado valle a los pies del monte Bachicabo que vive principalmente de la ganadería.
Los bosques de la localidad y el entorno son ricos y bien conservados, con frondosos robledales, encinales y hayedos.

## Despoblado
Forma parte del concejo el despoblado de:
- Berbea.[1]

Forma parte del concejo una fracción del despoblado de:
- Medropio.[2]

## Historia
Hacia mediados del siglo XIX, el lugar, ya por entonces perteneciente a Valdegovía, tenía contabilizada una población de 164 habitantes. Aparece descrito en el cuarto volumen del Diccionario geográfico-estadístico-histórico de España y sus posesiones de Ultramar de Pascual Madoz con las siguientes palabras:

BARRIO: l. en la prov. de Alava (7 leg. á Vitoria), dióc. de Burgos, ayunt. de Valdegovia (V.): sit. al E. del monte llamado Consierra, con libre ventilacion y clima sano. Tiene 32 casas y 1 parr. (la Natividad de Ntra. Sra.), servida por 2 beneficiados. Confina el térm. N. Villanañe y Villanueva (1/4), E. Villamaderne y Espejo (1/4), S. Bachicavo (1/8), y O. Nograro (1/8). El terreno aunque desigual y escabroso, es bastante fértil y productivo, especialmente en granos, pastos y arbolado; pobl.: 28 vec., 164 alm.; riqueza y contr.; (V. Alava intendencia.)
(Madoz, 1846, p. 50)

## Demografía
En 2023, la entidad singular de población tenía empadronados veintiún habitantes y el núcleo de población, los mismos.
| Gráfica de evolución demográfica de Barrio entre 2000 y 2017 |
|                                                              |
| Población de derecho según los censos de población del INE.  |

## Monumentos

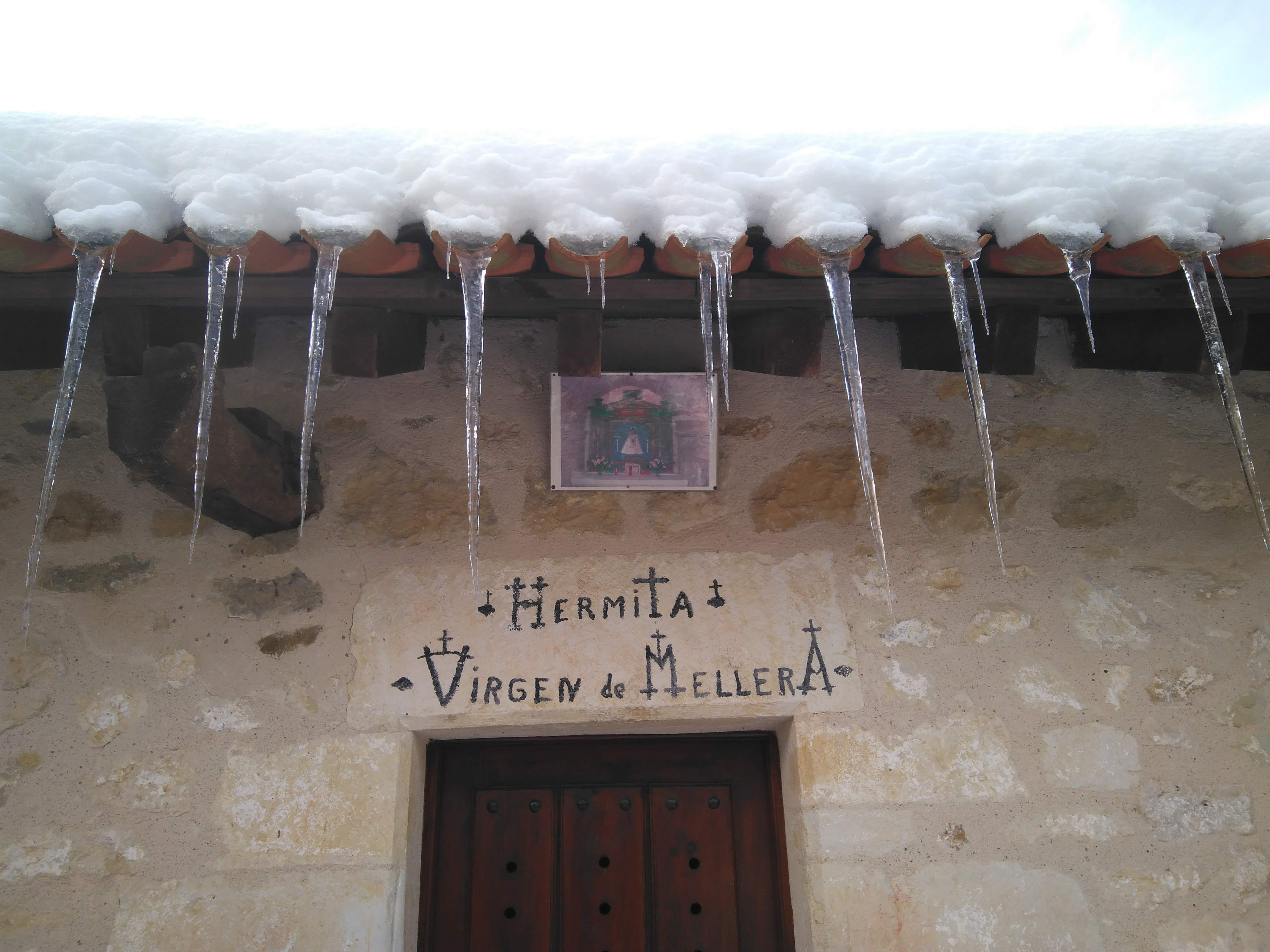

- Iglesia de Santa María.[3]
- Ermita de la Virgen de Mellera